# Blood Money
Blood Money — пятнадцатый студийный альбом автора-исполнителя Тома Уэйтса, изданный 7 мая 2002 года. Включает песни для спектакля-вариации на пьесу «Войцек» Георга Бюхнера. Театральная адаптация была сделана Робертом Уилсоном, с которым Уэйтс работал в 1993 году над The Black Rider и в 1992 — над Alice. Последний альбом официально вышел в 2002, одновременно с Blood Money. Пьеса Уилсона была показана в 2000 году в Копенгагене. Альбом заслужил положительные отзывы, сайт Metacritic поставил его на 18 место в Топ 30 2002 года. Песня «God’s Away on Business» была использована в документальном фильме Enron. Самые смышлёные парни в этой комнате.

## Список композиций
| №   | Название                           | Длительность |
| --- | ---------------------------------- | ------------ |
| 1.  | «Misery Is the River of the World» | 4:25         |
| 2.  | «Everything Goes to Hell»          | 3:45         |
| 3.  | «Coney Island Baby»                | 4:02         |
| 4.  | «All the World Is Green»           | 4:36         |
| 5.  | «God's Away on Business»           | 2:59         |
| 6.  | «Another Man's Vine»               | 2:28         |
| 7.  | «Knife Chase»                      | 2:26         |
| 8.  | «Lullaby»                          | 2:09         |
| 9.  | «Starving in the Belly of a Whale» | 3:41         |
| 10. | «The Part You Throw Away»          | 4:22         |
| 11. | «Woe»                              | 1:20         |
| 12. | «Calliope»                         | 1:59         |
| 13. | «A Good Man Is Hard to Find»       | 3:57         |

## Участники записи
- Том Уэйтс — вокал, фортепиано, акустическая гитара, каллиопа, чемберлин, электрогитара
- Кейси Уэйтс — барабаны
- Ларри Тэйлор — бас-гитара, акустическая гитара, электрогитара
- Колин Стетсон — кларнет,бас-кларнет, альт-саксофон, тенор-саксофон, баритон-саксофон
- Мэттью Сперри — бас-гитара
- Джино Робэр — бонго, литавры, гонг, колокола, маримба
- Бейб Рисенфорс — бас-кларнет, аккордеон, саксофон, кларнет
- Дан Плонси — кларнет
- Ник Фелпс — труба
- Чарли Мусселуайт — губная гармоника
- Даун Хармс — скрипка, скрипка Штроха
- Джо Гор — электрогитара
- Стюарт Копеланд — барабаны
- Бент Клаусен — большой барабан, маримба
- Мэтт Брабекк — виолончель, бас-гитара
- Эндрю Боргер — маримба
- Майлс Боисен — гитара
- Ара Андерсон — труба